# Ochelata (Oklahoma)
Ochelata es un pueblo ubicado en el condado de Washington en el estado estadounidense de Oklahoma. En el año 2010 tenía una población de 	424 habitantes y una densidad poblacional de 706,67 personas por km².

## Geografía
Ochelata se encuentra ubicado en las coordenadas 36°36′1″N 95°58′50″O / 36.60028, -95.98056 (36.600251, -95.980475).

## Demografía
Según la Oficina del Censo en 2000 los ingresos medios por hogar en la localidad eran de $37,500 y los ingresos medios por familia eran $40,781. Los hombres tenían unos ingresos medios de $31,250 frente a los $21,875 para las mujeres. La renta per cápita para la localidad era de $14,365. Alrededor del 8.8% de la población estaban por debajo del umbral de pobreza.